# Großer Preis der Türkei (Motorrad)

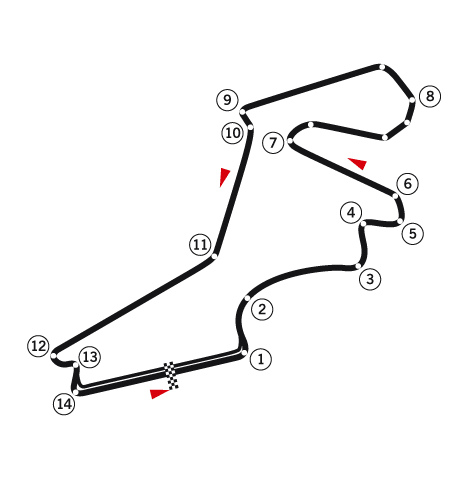
Streckengrafik des Istanbul Park Circuit

Der Große Preis der Türkei für Motorräder war ein Motorrad-Rennen, das zwischen 2005 und 2007 dreimal auf dem Istanbul Park Circuit im Stadtteil Tuzla im asiatischen Teil Istanbuls ausgetragen wurde und zur Motorrad-Weltmeisterschaft zählte.
Rekordsieger sind der Italiener Marco Melandri und Casey Stoner aus Australien, die das Rennen jeweils zweimal in verschiedenen Klassen gewinnen konnten.

## Statistik
| Auflage | Jahr | Strecke  | Klasse  | Sieger                   | Zweiter                   | Dritter                   | Pole-Position             | Schn. Rennrunde            |
| ------- | ---- | -------- | ------- | ------------------------ | ------------------------- | ------------------------- | ------------------------- | -------------------------- |
| 1       | 2005 | Istanbul | 125 cm³ | Mike Di Meglio (Honda)   | Mattia Pasini (Aprilia)   | Tomoyoshi Koyama (Honda)  | Thomas Lüthi (Honda)      | Thomas Lüthi (Honda)       |
| 1       | 2005 | Istanbul | 250 cm³ | Casey Stoner (Aprilia)   | Dani Pedrosa (Honda)      | Hiroshi Aoyama (Honda)    | Alex De Angelis (Aprilia) | Dani Pedrosa (Honda)       |
| 1       | 2005 | Istanbul | MotoGP  | Marco Melandri (Honda)   | Valentino Rossi (Yamaha)  | Nicky Hayden (Honda)      | Sete Gibernau (Honda)     | Marco Melandri (Honda)     |
|         |      |          |         |                          |                           |                           |                           |                            |
| 2       | 2006 | Istanbul | 125 cm³ | Héctor Faubel (Aprilia)  | Álvaro Bautista (Aprilia) | Sergio Gadea (Aprilia)    | Álvaro Bautista (Aprilia) | Joan Olivé (Aprilia)       |
| 2       | 2006 | Istanbul | 250 cm³ | Hiroshi Aoyama (KTM)     | Héctor Barberá (Aprilia)  | Andrea Dovizioso (Honda)  | Jorge Lorenzo (Aprilia)   | Alex De Angelis (Aprilia)  |
| 2       | 2006 | Istanbul | MotoGP  | Marco Melandri (Honda)   | Casey Stoner (Honda)      | Nicky Hayden (Honda)      | Chris Vermeulen (Suzuki)  | Toni Elías (Honda)         |
|         |      |          |         |                          |                           |                           |                           |                            |
| 3       | 2007 | Istanbul | 125 cm³ | Simone Corsi (Aprilia)   | Joan Olivé (Aprilia)      | Tomoyoshi Koyama (KTM)    | Mattia Pasini (Aprilia)   | Raffaele De Rosa (Aprilia) |
| 3       | 2007 | Istanbul | 250 cm³ | Andrea Dovizioso (Honda) | Jorge Lorenzo (Aprilia)   | Álvaro Bautista (Aprilia) | Andrea Dovizioso (Honda)  | Andrea Dovizioso (Honda)   |
| 3       | 2007 | Istanbul | MotoGP  | Casey Stoner (Ducati)    | Toni Elías (Honda)        | Loris Capirossi (Ducati)  | Valentino Rossi (Yamaha)  | Chris Vermeulen (Suzuki)   |

Rekordsieger Fahrer: Marco Melandri und Casey Stoner (jeweils 2)

Rekordsieger Hersteller: Honda (4)

## Verweise